# Wolfgang König (Historiker)
Wolfgang König (* 10. Januar 1949 in Pirmasens; † 18. Januar 2025) war ein deutscher Technikhistoriker und Hochschullehrer.

## Leben
Wolfgang König wurde 1949 im rheinland-pfälzischen Pirmasens geboren. Ab 1967 studierte er Geschichte, Geographie, Soziologie und Politikwissenschaft an der Universität des Saarlandes. 1973 machte er sein erstes Staatsexamen in Geschichte und Geographie, 1976 wurde er an der Universität des Saarlandes promoviert. 
Von 1985 bis 2014 war er Professor für Technikgeschichte an der Technischen Universität Berlin. Gastprofessuren hatte er an der Technischen Universität Wien und an der Chinesischen Akademie der Wissenschaften in Peking inne.
Des Weiteren arbeitete er in diversen Ausschüssen des Vereins Deutscher Ingenieure (VDI). Er war Mitglied der Deutschen Akademie der Technikwissenschaften (acatech).
Wolfgang König war Herausgeber der Propyläen Technikgeschichte. König starb im Januar 2025 acht Tage nach seinem 76. Geburtstag.

## Ehrungen
- Für seine Arbeiten zur Technikgeschichte und Technikbewertung ehrte ihn der Verein Deutscher Ingenieure mit seinem Ehrenring und der VDE mit der Karl-Euler-Medaille.
- 2012 erhielt König den Abt Jerusalem-Preis der Braunschweigischen Wissenschaftlichen Gesellschaft, der Evangelisch-lutherischen Landeskirche in Braunschweig und der Technischen Universität Braunschweig.[3]

## Schriften (Auswahl)
Monographien
- Universitätsreform in Bayern in den Revolutionsjahren 1848/49. C.H. Beck, München 1977, ISBN 3-406-10808-3 (Dissertation, Universität des Saarlandes, 1976).
- Technikwissenschaften. Die Entstehung der Elektrotechnik aus Industrie und Wissenschaft zwischen 1880 und 1914. Chur: G + B Verlag Fakultas, 1995. ISBN 3-7186-5755-4 (Softcover).
- Künstler und Strichezieher. Konstruktions- und Technikkulturen im deutschen, britischen, amerikanischen und französischen Maschinenbau zwischen 1850 und 1930. Suhrkamp, Frankfurt am Main 1999, ISBN 3-518-28887-3.
- Geschichte der Konsumgesellschaft (= Vierteljahrschrift für Sozial- und Wirtschaftsgeschichte. Beiheft 154). Steiner, Stuttgart 2000, ISBN 3-515-07650-6.
- Bahnen und Berge. Verkehrstechnik, Tourismus und Naturschutz in den Schweizer Alpen 1870–1939 (= Beiträge zur historischen Verkehrsforschung. Bd. 2). Campus, Frankfurt am Main 2000, ISBN 3-593-36500-6.
- Volkswagen, Volksempfänger, Volksgemeinschaft. „Volksprodukte“ im Dritten Reich. Vom Scheitern einer nationalsozialistischen Konsumgesellschaft. Schöningh, Paderborn u. a. 2004, ISBN 3-506-71733-2.
- Wilhelm II. und die Moderne. Der Kaiser und die technisch-industrielle Welt. Schöningh, Paderborn u. a. 2007, ISBN 978-3-506-75738-8.
- Kleine Geschichte der Konsumgesellschaft. Konsum als Lebensform der Moderne. Steiner, Stuttgart 2008; 2., überarbeitete Auflage 2013, ISBN 978-3-515-10322-0.
- Technikgeschichte. Eine Einführung in ihre Konzepte und Forschungsergebnisse (= Grundzüge der Modernen Wirtschaftsgeschichte. Bd. 7). Steiner, Stuttgart 2009, ISBN 978-3-515-09423-8.
- Der Gelehrte und der Manager. Franz Reuleaux (1829–1905) und Alois Riedler (1850–1936) in Technik, Wissenschaft und Gesellschaft (= Pallas Athene. Bd. 49). Steiner, Stuttgart 2014, ISBN 978-3-515-10665-8.
- Das Kondom. Zur Geschichte der Sexualität vom Kaiserreich bis in die Gegenwart (= Vierteljahrschrift für Sozial- und Wirtschaftsgeschichte. Band 237). Steiner, Stuttgart 2016, ISBN 3-515-11334-7.
- Geschichte der Wegwerfgesellschaft. Die Kehrseite des Konsums. Franz Steiner, Stuttgart 2019, ISBN 978-3-515-12500-0.

Herausgeberschaften
- mit Walter Masing, Michael Ketting, Karl-Friedrich Wessel: Qualitätsmanagement – Tradition und Zukunft. Festschrift zum 50-jährigen Bestehen der Deutschen Gesellschaft für Qualität e. V. Hanser Verlag, München u. a. 2003, ISBN 3-446-21601-4.